# Born This Way (cântec)
„Born This Way” este un cântec al interpretei americane Lady Gaga, lansat la 11 februarie 2011 sub egida casei de discuri Interscope Records ca primul disc single extras de pe albumul cu același nume. Piesa compusă de Gaga și Jeppe Laursen și produsă împreună cu Fernando Garibay și DJ White Shadow a fost dezvoltată în timp ce solista era în turneul The Monster Ball Tour. Inspirată de muzica anilor '90 care a împuternicit femeile și comunitatea gay, Gaga a descris „Born This Way” ca fiind cântecul ei despre libertate. Artista a cântat o parte din refrenul piesei la ediția din 2010 a premiilor MTV Video Music Awards, anunțând că aceasta va fi primul single de pe noul album. 
„Born This Way” este un cântec electropop și disco susținut de sintetizatoare, un bas energic și o percuție suplimentară, spre final fiind folosit și un solo de orgă. Versurile piesei sunt despre auto-împuternicirea minorităților, notabil comunitatea LGBT, precum și minoritățile rasiale, acestea fiind referite prin termenii „creol” și „oriental”. Utilizarea acestor termeni a atras critici din partea comunităților latino și asiatice. Cu toate că a avut parte de critici datorită similarităților cu single-ul Madonnei din 1989, „Express Yourself”, cântecul a primit recenzii pozitive din partea criticilor de specialitate, aceștia numindu-l „un imn de club”. „Born This Way” a ocupat prima poziție a clasamentelor din peste 25 de țări, devenind, de asemenea, cel de-al treilea șlagăr al solistei care să se claseze pe locul unu în Statele Unite, și cea de-a 1000-a piesă care să ocupe locul unu în istoria clasamentului Billboard Hot 100 (fondat în anul 1958). Cântecul s-a vândut în 8.2 milioane de exemplare în toată lumea, devenind unul dintre cele mai bine vândute discuri single din toate timpurile. 
Videoclipul muzical inspirat de pictori suprarealiști precum Salvador Dalí și Francis Bacon a fost regizat de Nick Knight. Gaga este prezentată dând naștere unei noi rase în timpul unui prolog. După o serie de secvențe de dans, videoclipul se încheie cu priveliștea unui oraș populat de această rasă. Criticii au observat referințe către lucrările lui Michael Jackson, Björk, Madonna, ale designerului de modă Alexander McQueen, precum și referințe către mitologia greacă și suprarealism. 
Cântăreața a interpretat piesa la cea de-a 53-a ediție a premiilor Grammy, ieșind dintr-un vas incubator. „Born This Way” a fost interpretat și în ultimele spectacole ale turneului The Monster Ball Tour, precum și la emisiunile Saturday Night Live, Dick Clark's New Year's Rockin' Eve și Good Morning America. Cântecul a avut parte de numeroase remixuri, inclusiv o versiune „Country Road” înregistrată de Gaga însăși. Single-ul a fost interpretat în versiuni cover de către Alice Cooper, Madonna, Katy Perry, Maria Aragon, precum și distribuția serialului TV Glee.

## Informații generale
„Legătura dintre «Born This Way» și energia piesei stau în această idee că nu te-ai născut neapărat într-un moment. Ai toată viața să te naști și să devii cea mai bună versiune pe care o vezi în tine. Cine ești după ce ieși din pântecele mamei nu este neapărat ce vei deveni în viitor. «Born This Way» spune că nașterea ta nu este finită, este infinită”. 
În 2010, Lady Gaga călătorea pentru cel de-al doilea ei turneu mondial, The Monster Ball Tour. În acel moment, solista a început să își dezvolte ideile pentru următorul ei album de studio. „Born This Way” a fost primul cântec compus și înregistrat pentru albumul care avea să aibă același nume. Descris de Gaga ca fiind o piesă cu un „mesaj magic”, cântecul a fost compus în doar 10 minute la Liverpool în Manchester, Marea Britanie, procesul fiind comparat cu o concepție imaculată. White Shadow, unul dintre producătorii melodiei, a spus că Gaga a venit cu ideea și tema din spatele cântecului. „L-am înregistrat în jurul lumii, pe drum, în orice loc era posibil. Sună ca o lectură, dar nu așa cum crezi până nu vei auzi [piesa]”, a adăugat el. Cântăreața și-a dorit să-și înregistreze propriul ei cântec despre libertate, explicând pentru revista Billboard inspirația din spatele piesei
„Vreau să-mi scriu propriul imn la modul asta-e-ceea-ce-sunt, dar nu vreau să-l ascund cu vrăjitorii și metafore poetice. Vreau să fie un atac, un atac asupra problemei deoarece eu cred că, mai ales în muzica de astăzi, totul devine vag uneori, iar mesajul se ascunde în jocul versurilor. Ascultând muzica de la începutul anilor '90, moment în care Madonna, En Vogue, Whitney Houston și TLC făceau muzică foarte puternică pentru femei și comunitatea gay și tot felul de comunități fără drepturi, versurile și melodiile erau foarte clare, spirituale și pline de învățături, și mi-am spus «Ăsta e genul de cântec pe care trebuie să-l fac.”
În cel de-al 43-lea episod din seria de videoclipuri online Transmission Gagavision, cântăreața a declarat unui reporter că cea mai mare provocare pe care a întâlnit-o în timp ce scria „Born This Way” a fost cum ar putea ca ea însăși să-și lase nesiguranța în urmă și să aibă din nou încredere în ea. „«Born This Way» este cine sunt. Un artist într-o stare constantă de jumătate fantezie/jumătate realitate în orice moment”, a adăugat solista.

## Coperta și lansarea

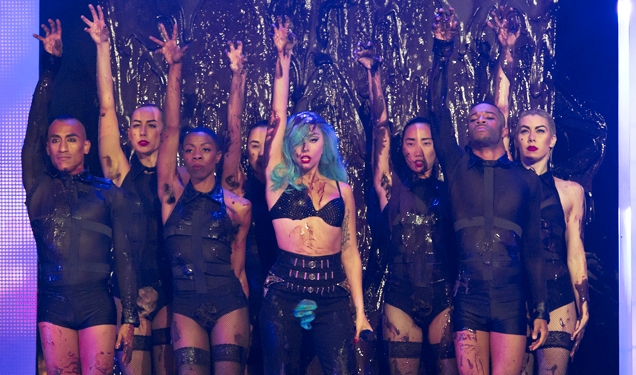
Interpretarea cântecului „Born This Way” la ediția din 2011 a premiilor MuchMusic Video Awards.

La 8 februarie 2011, Gaga a spus prin intermediul unei postări pe Twitter „Trois Jours” (ro.: „Trei Zile”), împreună cu fotografia coperții oficiale a single-ului. Cântăreața este prezentată dezbrăcată până la brâu în coperta alb-negru care îi expune, de asemenea, tatuajele de pe spate. Fotografia prezintă și vârfurile ascuțite ce îi ies din față și umeri. Coperta a fost descrisă de Charlie Amter de la The Hollywood Reporter ca o întoarcere la fotografiile folosite pentru coperțile cântecelor din anii '80. Acesta a comparat imaginea cu coperțile trupelor Missing Persons, Roxy Music și Duran Duran. Gordon Smart de la The Sun a considerat, de asemenea, că „puternica imagine alb-negru” are un aer strălucit de anii '80. Tanner Stransky de la Entertainment Weekly i-a oferit o recenzie pozitivă coperții, opinând că Gaga arată aproape „animalică” în fotografie, iar părul ei în bătaia vântului seamănă cu o creatură din jungla africană. Aceasta a mai adăugat că fotografia a fost „totalmente și întregime grozavă”. Archana Ram de la aceeași publicație a găsit similarități între coperta lui „Born This Way” și fotografia pentru single-ul lui Kylie Mingoue din 2007, „2 Hearts”. Nicole Eggenberger de la OK! a descris coperta ca fiind un echilibru între „partea sălbatică” a cântăreței și aspectul ei „plin de farmec”. Leah Collins de la revista Dose a considerat că machiajul excesiv și tatuajele au fost un joc ironic asupra titlul cântecului.
Gaga a cântat câteva versuri din piesă în timp ce a acceptat premiul MTV Video Music Award la categoria „Videoclipul anului” pentru „Bad Romance”. Oferit ca un cadou de Crăciun pentru fanii ei, solista a anunțat printr-o postare pe Twitter data lansării albumului și a single-ului, la miezul nopții, în noaptea de Anul Nou, în 2011. S-a stabilit ca single-ul să fie lansat la 13 februarie 2011, iar albumul pe 23 mai 2011. În completarea acestui anunț, Gaga a dezvăluit, de asemenea, o fotografie alb-negru în care, potrivit lui Jocelyn Vena de la MTV, cântăreața este „dezbrăcată de la talie în jos, cu părul în bătaia vântului și poartă o jachetă pe care scrie «Born This Way», împodobită cu ceea par a fi bijuterii orbitoare”. La sfârșitul lunii ianuarie 2011, solista a dezvăluit versurile cântecului înainte de a anunța că a planificat lansarea single-ului cu doua zile mai devreme decât data stabilită. Prin urmare, piesa a avut premiera la stațiile radio din toată lumea la ora 6:00 a.m. EST pe 11 februarie 2011, fiind lansată spre descărcare digitală la ora 9:00 a.m. EST în aceeași zi.

## Structura muzicală și versurile
„Born This Way” a fost compus de Gaga și Jeppe Laursen (membru anterior al trupei Junior Senior) și produs împreună cu Paul Blair (cunoscut și ca DJ White Shadow) și Fernando Garibay. Mixajul a fost realizat la Studiourile Abbey Road în Londra și la Studiourile Germano în New York. Imnul cu beat-uri de club și influențe electropop și disco începe cu vocea cântăreței rostind versul „It doesn't matter if you love him or capital H-I-M” (ro.: „Nu contează dacă îl iubești pe el sau pe E-L”), susținut în fundal de sunetele de sintetizatoare și basul viguros. Pe măsură ce sintetizatoarele se transformă într-un ritm, Gaga cântă primul vers al piesei, urmat de basul și refrenul susținut de percuție, „I'm beautiful in my way, 'cause God makes no mistakes; I'm on the right track, baby, I was born this way” (ro.: „Sunt frumos în felul meu, căci Dumnezeu nu face greșeli; Sunt pe drumul cel bun, dragule, m-am născut în acest fel”). Jocelyn Vena de la MTV a descris versul ca fiind „menit să fie ascult într-un spațiu mare. Este rapid și puternic”. După refren, solista cântă versul „Don't be a drag, Just be a queen” (ro.: „Nu fi o pacoste, fi o regină”) de câteva ori, acompaniată de bătăi din palme, înainte de a trece la cel de-al doilea vers. După cel de-al doilea refren urmează un vers intermediar în care Gaga cântă numele diferitelor comunități. Sal Cinquemani de la Slant Magazine a considerat că interludiul este un amestec între muzica de la emisiunea americană Glee și cântecul „There But For the Grace of God Go I” al formației Machine. Muzica se estompează pentru un moment în timp ce Gaga cântă a cappella înainte de solo-ul unei orgi, apoi piesa se încheie. Potrivit unei partituri publicate pe Musicnotes.com de Sony/ATV Music Publishing, „Born This Way” are un beat dance moderat și un tempo cu 124 de bătăi pe minut. Cântecul este compus în tonalitatea Si major iar vocea lui Gaga variază de la Fa♯3 la Si♯5. Piesa urmărește o progresie de acorduri de Fa♯5–Fa♯–Mi–Si–Fa♯ în refren.
Versurile cântecului vorbesc despre împuternicire în timp ce refrenul este despre a nu te scuza și a te accepta pe tine însuți. Versul intermediar numește atât comunitatea LGBT, cât și alte comunități minoritare, acestea oferind sprijin cântăreței de-a lungul anilor. De asemenea, Gaga a explicat că, de vreme ce albumele The Fame și The Fame Monster nu se adresau în mod direct acelor comunități, „Born This Way” a fost șansa ei de a crea ceva care să sprijine nu doar convingerile ei politice și sociale, ci și să o împuternicească pentru a spune artistic „«Nu încerc să joc sigur cu această înregistrare». Nu încerc să câștig fani noi. Îmi iubesc fanii pe care îi am deja, iar asta este pentru ei”.
După lansarea versurilor, cântecul a primit critici din partea câtorva comunități asiatice și hispanice, notabil grupurile latino MECha și Chicanos Unidos Arizona, susținând că folosirea termenilor „creol” și „oriental” a fost jignitoare și defavorabilă. Ca răspuns pentru versuri, Robert Paul Reyes de la Newsblaze.com a susținut că a fost de acord cu atitudinea pro-gay, însă a pus la îndoială utilizarea termenului „creol”, opinând „Ar trebui ca latino-americanii să fie recunoscători că un superstar alb a inclus o exclamație rasistă pentru comunitatea noastră? Nu toate femeile latino-americane sunt «creole», unele sunt profesori, scriitori, ingineri, asistente medicale și medici”. Posturile de radio din Malaezia au ales să cenzureze versurile ce vorbesc despre acceptarea comunității LGBT datorită legii de cenzură din țară a conținutului care poate fi considerat respingător. Ca răspuns, Gaga i-a îndemnat pe fanii din Malaezia care își doreau să fie redată versiunea necenzurată să ia măsuri, spunând: „Este treaba voastră și este datoria voastră de tineri ca vocea să vi se facă auzită. Trebuie să faceți tot ce puteți pentru a fi eliberați de societatea voastră. Trebuie să strigați, nu trebuie să vă opriți, trebuie să protestați pașnic”.

## Versiuni remix
Numeroase remixuri au fost autorizate de către casa de discuri Interscope Records pentru a sprijini cântecul. Primul set de remixuri a fost realizat de LA Riots, Chew Fu și DJ White Shadow. Intitulat Born This Way – The Remixes Part 1, remixurile au fost lansate ca CD single și spre descărcare digitală la 15 martie 2011. Un alt set de remixuri a fost realizat de Michael Woods, Grum, Dada Life, Zedd, Bimbo Jones și Twin Shadow. Acesta a fost lansat la 29 martie 2011 doar spre descărcare digitală, sub numele Born This Way – The Remixes Part 2.
Gaga a lansat o versiune country road a cântecului la 15 martie 2011 prin intermediul contului ei de Twitter. Această versiune începe cu sunetele unei chitare care introduc apoi o chitară slide și o muzicuță iar instrumentația disco este înlocuită de una cu un aer relaxant. Odată ce primul refren începe, cântecul este acompaniat de sunetele muzicuței. Gaga cântă noi versuri: „If I wanna make it country, baby, then it's OK, cuz I was born, I was born, I was born this way,” (ro.: „Dacă vreau să-l fac country, dragule, e OK, căci m-am născut, m-am născut, m-am născut în acest fel”) peste sunetele unei mandoline. Potrivit lui Gil Kaufman de la MTV, melodia se transformă în country-rock în ultimul minut, amintind de lucrările lui Bon Jovi. O parte din banii câștigați în urma vânzării versiunii „Country Road” au fost alocați către centrul Gay, Lesbian and Straight Education Netwrok (GLSEN).
O versiune Bollywood a piesei a fost realizată de producătorii indieni Salim și Sulaiman Merchant. Remixul a fost lansat pe DesiHits.com, un site din Asia de Sud pentru muzică și divertisment. Producătorii discutau proiecte muzicale împreună cu Anjula Acharia-Bath de la DesiHits.com atunci când au aflat că Gaga, care nu a avut prea multă influență în diaspora indiană, era interesată de un remix Bollywood pentru „Born This Way”. Aceștia au fost contactați de managerul cântăreței, Troy Carter, iar remixul a fost finalizat. Sulaiman a explicat că au primit vocea originală din piesă, și folosind-o ca bază, au proiectat remixul. „I-am trimis o versiune nefinalizată a compoziției noastre pentru un a afla dacă ceea ce făceam era potrivit. A iubit-o și așa am făcut-o”, a adăugat acesta. Producătorii au utilizat numeroase instrumente muzicale indiene precum dugi, sitar, dhol și dholak. Salim a spus că a cântat puțin din alaap pentru a-i oferi remixului o tentă Sufi, „asta este muzica pe care o facem, este și despre a ne adăuga propria amprentă”. Echipa artistei a fost încântată de remix și și-au dorit încă unul pentru următorul cântec, „Judas”. Remixurile Bollywood au fost incluse în lista pieselor pentru versiunea indiană a albumului Born This Way.

## Recepția criticilor
„Born This Way” a obținut, în general, recenzii pozitive din partea criticilor de specialitate. Michael Cragg de la The Guardian a numit cântecul „un imn disco”, spunând că refrenul „se prăbușește cu greutatea unei rochii din carne aruncată”. El a mai considerat, de asemenea, că muzica „răbufnitoare” fac versurile să sune mai puțin serioase decât sunt. Guthrie Graves-Fitzsimmons de la The Washington Post a opinat că „Born This Way” a fost un „imn pentru creștinii din comunitatea LGBT”. Rick Florino de la Artistdirect i-a oferit piesei cinci din cinci stele, numind-o „un clasic pop instantaneu” și complimentând ante-refrenul și refrenul. Alison Schwartz de la revista People a comentat că „imnul de club completat de câteva cântări a cappella și versuri în italiană prezintă acordurile vocale ale lui Gaga—și abilitatea de a compune cântece puternice”. Jem Aswad de la revista Billboard a răspuns pozitiv naturii de imn a piesei, considerând că va deveni un cântec potrivit atât pentru radio cât și pentru ringurile de dans în lunile următoare. Nick Levine de la Digital Spy i-a oferit piesei cinci din cinci stele, descriind-o ca fiind „un imn despre egalitatea vieții, un hit de club și un cântec pop fantastic și profund”. Într-o recenzie pentru Slant Magazine, Sal Cinquemani a înțeles că Gaga „a pătruns în ceva cu adevărat special, poate chiar important”. Criticul a complimentat, de asemenea, mesajul de egalitate al cântecului. Meghan Casserly de la Forbes s-a așteptat ca „Born This Way” să devină cel mai important imn gay vreodată deoarece, potrivit lui, a fost compus cu acest scop în minte, subliniind totodată că va fi „următorul cântec despre puterea fetelor”. Annie Yuan de la The Hollywood Reporter a numit piesa „un amestec de șlagăre pop”. Kevin O'Donnell de la revista Spin i-a oferit o recenzie mixtă cântecului, subliniind asemănările dintre versurile lui „Born This Way” și piesa lui Michael Jackson, „Black or White” (1991). El a adăugat că, observând extravaganța din jurul proiectului, s-a așteptat ca Gaga să lanseze un cântec „la fel de epic și instantaneu clasic” ca piesele „A Day in the Life” și „Bohemian Rhapsody” ale formațiilor The Beatles și, respectiv, Queen. „Imaginați-vă cu ce ar fi venit dacă ar fi petrecut mai mult de zece minute compunând [cântecul]”, a concluzionat acesta.

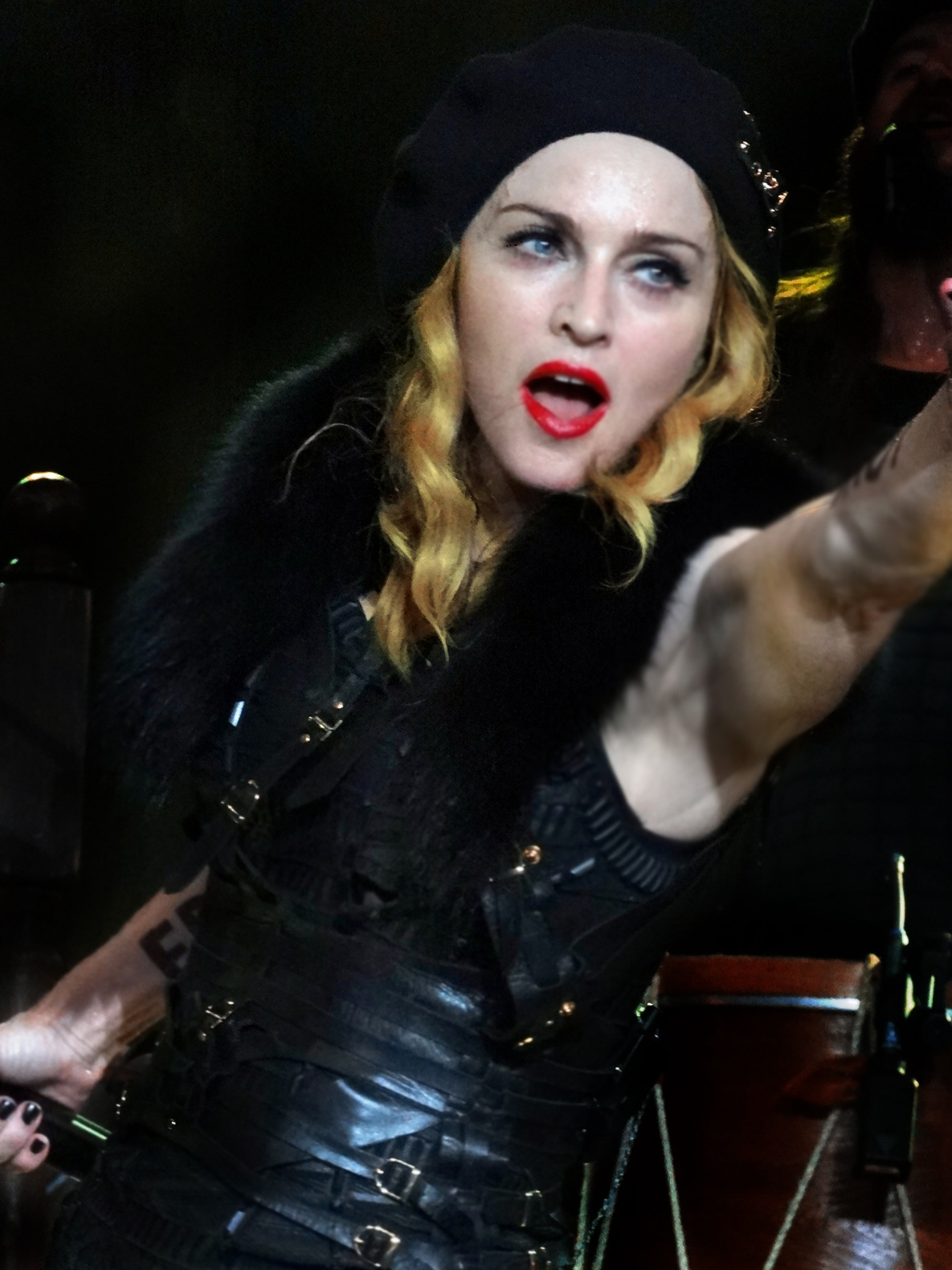
„Born This Way” a fost comparat de unii critici cu piesa Madonnei din 1989, „Express Yourself”; Gaga a spus că similaritățile au fost complet neintenționate.

Numeroși critici au observat similarități între „Born This Way” și cântecul Madonnei din 1989, „Express Yourself”, datorită „refrenurilor similare, acelorași teme de împuternicire și înălțare [...] aceluiași tempo”. Site-ul Popjustice a observat influențe din alte cântece ale Madonnei, „Deeper and Deeper” (1992) și „Vogue” (1990). Rob Sheffield de la Rolling Stone a recunoscut influențele, însă a subliniat că acestea nu vor pune în umbră piesa, deoarece „[au rezumat] toată furia legată de politică și religie, toate mitologiile complexe ale lui Gaga și petele de ruj într-o explozie pop strălucită”. Într-o recenzie pentru Yahoo! Music, Caryn Ganz a criticat „Born This Way”, susținând că piesa a fost „suprasolicitată, prea agitată, zgomotoasă, melodramatică și foarte, foarte derivată”. Aceasta a remarcat în mod deosebit asemănările cu cântecele „When Love Takes Over” (2010), „Waterfalls” (1995) și trei piese ale Madonnei: „Express Yourself”, „Ray of Light” (1998) și „Vogue”. Megan Friedman de la revista Time și Marissa Moss de la The Huffington Post și-au rezumat recenzia ca fiind „mixtă” datorită asemănărilor pe care le-au găsit cu „Express Yourself”. Neil McCormick de la The Daily Telegraph a considerat că natura imitativă a piesei îi va afecta percepțiile lui Gaga cu privire la artă, deoarece „Born This Way” a fost „[în principiu] o versiune prelucrată a «Express Yourself» cu puțin «Vogue», care este puțin prea Madonna pentru cineva care încearcă să-și stabilească propria identitate ca fiind noua Madonna”. Cântecul a atras atenția și câtorva academici: Julliet A. Williams, profesoară de studii a genurilor la UCLA, menționând piesa Madonnei, „Express Yourself”, și cartea Gender Trouble a  lui Judith Butler, subliniind mesajul feminist post-esențial al cântecului.
Ann Powers de la Los Angeles Times a concluzionat că „Born This Way” are un mesaj complet diferit față de cântecele Madonnei cu care a fost comparat, spunând mai departe că: „Fie că sună prea mult ca un cântec sau altul de-al Madonnei, fie că nu, pare în afara subiectului; ce hit pop al zilelor noastre nu se înverzește prin reciclarea a ceva familiar?”. Gaga însăși s-a adresat comparațiilor în timpul emisiunii The Tonight Show with Jay Leno, explicând că a primit un e-mail de la reprezentanții Madonnei, menționându-și sprijinul pentru „Born This Way”. „Dacă regina spune că trebuie să fie, atunci trebuie să fie”, a adăugat ea. CNN a raportat mai târziu că reprezentanții Madonnei nu știau că a fost trimis un e-mail către solistă cu privire la situație. Două luni mai târziu, în timpul unui interviu pentru revista NME, Gaga a abordat comparațiile cu „Express Yourself”: 
„De ce aș încerca să scot un cântec și să cred că pot să scap neobservată? Este o prosite. Mă uit în ochii tăi și pot să-ți spun în mod clar că nu sunt atât de proastă și atât de imbecilă să-ți spun ție că ești atât prost și imbecil cât să nu vezi că aș fi furat o melodie. Dacă pui piesele împreună, una lângă cealaltă, singura asemănare este progresia de acorduri. E aceeași progresie care a fost în muzica disco în ultimii 50 de ani. Doar pentru că sunt prima nenorocită de artistă din ultimii 25 de ani care se gândește să pună asta în radio-ul de tip Top 40 nu mă face plagiatoare. Mă face a naibii de isteață. Scuze.”
În timpul unui interviu pentru ABC News în 2012, Madonna a fost întrebată despre similaritățile între „Born This Way” și „Express Yourself”. Cântăreața a spus că: „Atunci când am auzit [«Born This Way»] la radio ... am spus «sună foarte familiar» ... S-a simțit simplist”. Aceasta a mai spus pentru The Newsweek Daily Beast Company ce a fost în mintea ei atunci când a auzit melodia: „M-am gândit «Ce mod frumos de a-mi reface piesa». Vreau să zic, am recunoscut schimbările din refren. M-am gândit că a fost... interesant”.

## Performanța în clasamentele muzicale
„Nu-mi vine să cred. Sunt bucuroasă, onorată și copleștiă de recepția pentru «Born This Way». Acest lucru chiar mi-a schimbat viața. [...] Nu aș putea fi mai binecuvântată decât sunt acum pentru fanii pe care îi am. Știam că acest cântec va fi special, dar am știut și că probabil fanii mei sperau să le ofer un «Bad Romance» întreit sau un «Poker Face» întreit. Am ales să fac exact opusul” 
În Statele Unite, „Born This Way” a debutat în fruntea clasamentului Billboard Hot 100 la 26 februarie 2011, devenind cel de-al treilea cântec a lui Gaga care să ocupe această poziție. „Born This Way” a devenit, de asemenea, cea de-a 19-a piesă care să debuteze pe prima poziție în Hot 100 și al 1000-lea cântec din istoria clasamentului care să se claseze pe primul loc. Piesa a vândut 448.000 de exemplare digitale în primele trei zile, acestea fiind cele mai multe descărcări în prima săptămână ale unei artiste, depășind-o astfel pe Britney Spears cu „Hold It Against Me”. Recordul a fost doborât ulterior de Taylor Swift cu piesa „We Are Never Ever Getting Back Together” care a vândut 623.000 de exemplare digitale în prima săptămână. „Born This Way” a rămas pe prima poziție în următoarea săptămână, vânzând un total de 509.000 de exemplare și devenind primul cântec de la „This Is The Night” (2003) care să debuteze pe primul loc în Hot 100 și să-și mențină poziția. Ulterior, piesa a ocupat un total de șase săptămâni pe primul loc, devenind primul cântec care să debuteze și să-și păstreze poziția de top pentru mai mult de o lună de la „Candle in the Wind 1997” (1997). „Born This Way” a doboarât recordul pentru cel mai repede vândut single din istoria iTunes, un milion de exemplare fiind vândute în întreaga lume în numai cinci zile. Lansarea CD a cântecului s-a vândut în 24.000 de exemplare în prima săptămână și un total de 40.000 de copii au fost vândute până în martie 2011. „Born This Way” s-a vândut în 3.47 milioane de copii digitale în 2011 și a fost a zecea cea mai bine vândută piesă a anului în Statele Unite. Până în februarie 2018 au fost vândute 4.2 milioane de exemplare digitale în Statele Unite.
„Born This Way” a debutat pe locul 14 în clasamentul Billboard Pop Songs, având 4,602 difuzări radio după primele trei zile, cele mai multe difuzări ale unui cântec de debut din istoria topului. Piesa a avut, de asemenea, al doilea cel mai mare debut din istoria clasamentului, „Dreamlover” debutând pe locul 12 în 1993. În cea de-a șaptea săptămână în top, „Born This Way” a ocupat prima poziție, devenind cea de-a șaptea piesă a lui Gaga care să obțină această performanță și egalând-o, de asemenea, cu Pink și Rihanna ca artiști cu cele mai multe cântece de top în clasament. În plus, piesa a depășit recordul pentru audiență în prima săptămână, având 78.5 milioane de ascultători, debutând astfel pe locul șase în Radio Songs și depășind-o pe Janet Jackson cu „All for You” (2001) care a debutat pe locul nouă cu o audiență de 70 de milioane de ascultători. Cântecul a ocupat prima poziție a clasamentului după șapte săptămâni, devenind cea de-a doua ei piesă care să se claseze pe locul unu după „Paparazzi”. „Born This Way” a ajuns în fruntea clasamentelor Japan Hot 100 și Hot Dance Club Songs și s-a clasat în top 10 în Latin Pop Airplay și Adult Contemporary, ocupând, de asemenea, locul 11 în Adult Top 40. Single-ul a debutat pe prima poziție a topului din Canada și și-a menținut performanța timp de șapte săptămâni.
Pe 20 februarie 2011, piesa a debutat pe locul unu în ARIA Singles Chart, devenind cel de-al treilea hit de top a lui Gaga în Australia. „Born This Way” a fost certificat cu cvadruplu disc de platină de către Australian Recording Industry Association (ARIA) pentru expedierea a 280.000 de exemplare. Piesa a debutat, de asemenea, pe prima poziție a clasamentului RIANZ în Noua Zeelandă, devenind cel de-al doilea single a lui Gaga care să ocupe acest loc de la „Poker Face” (2008). Cântecul a primit o certificare cu disc de platină de către Recording Industry Association of New Zealand (RIANZ) pentru expedierea a 15.000 de exemplare. În Regatul Unit, „Born This Way” s-a vândut în 60,000 de copii în prima săptămână, ocupând locul trei în UK Singles Chart, poziția sa maximă. Au fost vândute 625.000 de exemplare în 2011 în Regatul Unit și până în septembrie 2016 s-au vândut 712.600 de copii. Cântecul a debutat în fruntea clasamentelor din Spania, Finlanda, Irlanda și Olanda, ocupând totodată locul doi în Italia, Franța, Suedia, Norvegia, Austria, Germania și Belgia (Flandra). În Danemarca, piesa a debutat pe locul patru iar poziția sa maximă a fost locul doi. „Born This Way” s-a vândut în 8.2 milioane de exemplare digitale până în noiembrie 2011 și a fost al cincilea cel mai bine vândut single digital al anului 2011 în întreaga lume.

## Distincții
La sfârșitul anului 2011, Slant Magazine a clasat „Born This Way” ca fiind al cincilea cel mai bun cântec al anului, Ed Gonzalez comentând că piesa este „un moment istoric și inconfundabil în cultura pop, o celebrare pansexuală post ironică și post-metaforică care vizează în mod clar publicul care probabil are cea mai mare nevoie de ea”. Cântecul a ocupat aceeași poziție în lista realizată de MTV, Gil Kaufman spunând că piesa și videoclipul „i-au stabilit statului lui Gaga drept una dintre cele mai mari amenințări triple în muzică”. „Born This Way” a ocupat locul 73 în lista celor mai bune 75 de cântece ale anului 2011 realizată de site-ul PopMatters, Sean McCarthy opinând că „este un efort să asculți [piesa] datorită supraîncărcării. Nu există astfel de probleme cu cântecele albumelor cu același nume. Toate punctele forte ale lui Gaga sunt condensate într-un timp de patru minute, fără oprire, către toți izgoniții din lume”. De asemenea, ziarul The Guardian a numit „Born This Way” al 18-lea cel mai bun cântec al anului 2011.
Videoclipul piesei a câștigat două premii la ediția din 2011 a premiilor MTV Video Music Awards, la categoriile „Cel mai bun videoclip al unei cântărețe” și „Cel mai bun videoclip cu mesaj social”. La ediția din 2011 a premiilor MTV Europe Music Awards, cântecul „Born This Way” și videoclipul său au câștigat premii la categoriile „Cel mai bun cântec” și „Cel mai bun videoclip”. Piesa a stabilit, de asemenea, un record mondial ca fiind „Cel mai repede vândut single” pe iTunes.
| An                               | Premiu                                   | Categorie    | Rezultat |
| -------------------------------- | ---------------------------------------- | ------------ | -------- |
| 2011                             |                                          |              |          |
| Guinness World Records           | Cel mai repede vândut single pe iTunes   | Câștigat     |          |
| MTV Europe Music Awards          | Cel mai bun cântec                       | Câștigat     |          |
| MTV Europe Music Awards          | Cel mai bun videoclip                    | Câștigat     |          |
| MTV Japan Music Awards           | Videoclipul anului                       | Câștigat     |          |
| MTV Japan Music Awards           | Cel mai bun videoclip dance              | Câștigat     |          |
| MTV Japan Music Awards           | Cel mai bun videoclip al unei cântărețe  | Câștigat     |          |
| MTV Video Music Awards           | Cel mai bun videoclip al unei cântărețe  | Câștigat     |          |
| MTV Video Music Awards           | Cel mai bun videoclip cu mesaj social    | Câștigat     |          |
| MuchMusic Video Awards           | UR Fave International Artist             | Câștigat     |          |
| The Record of the Year           | Înregistrarea anului                     | Câștigat     |          |
| Vh1 "Do Something Awards         | Cel mai bun cântec de caritate           | Nominalizare |          |
| 2012                             |                                          |              |          |
| ASCAP Awards                     | Cea mai interpretată piesă               | Câștigat     |          |
| Billboard Japan Music Awards     | Adult Contemporary of the Year           | Câștigat     |          |
| Billboard Japan Music Awards     | Digital and Overseas Airplay of the Year | Câștigat     |          |
| BMI Awards                       | Cântecul anului                          | Câștigat     |          |
| International Dance Music Awards | Cea mai bună piesă dance                 | Nominalizare |          |
| Japan Gold Disc Awards           | Cântecul anului                          | Câștigat     |          |
| MYX Music Awards                 | Videoclip internațional favorit          | Nominalizare |          |
| Nickelodeon Kids' Choice Awards  | Cântec favorit                           | Nominalizare |          |
| NRJ Music Awards                 | Videoclipul anului                       | Nominalizare |          |
| Virgin Media Music Awards        | Best Video                               | Câștigat     |          |
| Virgin Media Music Awards        | Cea mai bună piesă                       | Câștigat     |          |

## Videoclipul

### Informații generale

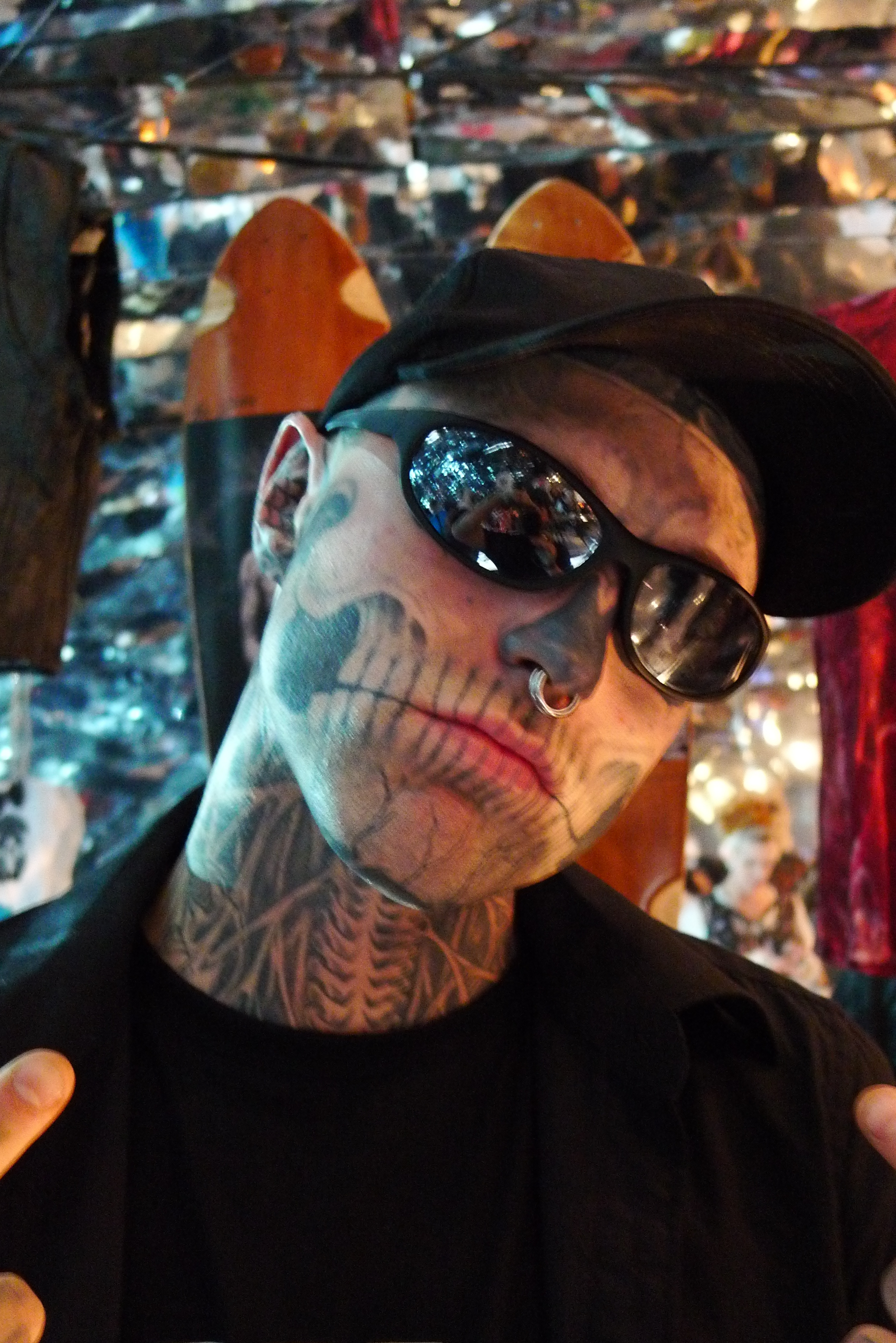
Fotomodelul canadian Rick Genest a apărut în videoclip.

Videoclipul piesei „Born This Way” a fost filmat în weekend-ul 22-24 ianuarie 2011 în New York City, descris de echipa cântăreței ca fiind „profund, foarte copleșitor și incredibil de frumos”. Videoclipul a fost regizat de Nick Knight iar coregrafa Laurieann Gibson a spus în timpul unui interviu pentru MTV News că acesta va fi unul „șocant” și unul de la care să te aștepți la cel mai înalt nivel de artă muzicală și dans. Hollywoodlife.com a raportat că Gaga și-a petrecut prima săptămână a lunii februarie editând videoclipul în Greenwich Hotel, New York, lucrând în timpul nopții pentru a-și petrece diminețile repetând pentru interpretarea de la premiile Grammy. Mass-media a insinuat că solista va interpreta personajul Jo Calderone, modelul masculin pe care aceasta l-a portretizat în ediția din septembrie a revistei japoneze Vogue Hommes. Fernando Garibay a explicat că videoclipul „are legătură cu cultura și sperăm că îi va ajuta pe oamenii care sunt excluși și hărțuiți. Sperăm să facem oamenii conștienți de faptul că este în regulă să fii tu însuți”. Potrivit lui Gaga, aceasta a fost inspirată de picturile lui Salvador Dalí și Francis Bacon și imaginile lor suprarealiste. Gibson a explicat inspirația din spatele videoclipului pentru MTV News: 
„Când m-a pus să ascult cântecul, mi-a luat ceva timp să-mi dau seama de o interpretare vizuală pe care am putea să o facem. Așa că m-am trezit într-o noapte, am luat-o și i-am spus: «M-am prins: Vom da naștere unei noi rase». De la acel stadiu, Gaga a spus «Îl vreau pe Nick Knight pentru acest videoclip. Vreau ceva vizual». Ea mereu a avut ceva vizual în cap, iar Nick Knight este pur și simplu productiv și este atât de genial. A fost vorba de a împinge limitele unui videoclip muzical. [...] Este un moment diferit; e o eră diferită. Nu există limite. E un mesaj viral. Cred că este pentru toată lumea, și asta e atât de uimitor în privința videoclipului și atât de deosebit în privința mesajului.”
 Gibson a reamintit că a trebuit să lucreze cu Gaga la dansul din videoclip, și pentru a o face o dansatoare mai bună, și-a dorit ca solista să fie încrezătoare. Gaga a ales ca videoclipul să fie filmat în New York deoarece acolo s-a născut ea. Înainte ca filmările să înceapă, Gibson și Gaga au ales că există un singur loc pentru a lucra la dansul modern și avangardist, Alvin Alley, locul în care Gibson a studiat dansul. „Am repetat acolo deoarece coregrafia este una cu adevărat modernă. E mult mai tehnică decât orice a făcut Gaga vreodată”, a spus coregrafa. Filmările au avut loc în Brooklyn în două zile. De vreme ce Gaga nu și-a dorit ca fotografiile să fie făcute înainte ca videoclipul să fie gata, echipa ei a trebuit să ascundă locația. Efortul a avut succes până în ultima zi, moment în care paparazzii au început să se strecoare.
Videoclipul îl prezintă pe fotomodelul tatuat Rick Genest (Rico), cunoscut sub numele de scenă Zombie Boy (ro.: Băiatul Zombie). Gaga și-a pictat fața în mod similar cu Genest într-una din scenele principale ale videoclipului. Solista a spus că secvența arată faptul că societatea sau criticii nu îți pot dicta simțul frumuseții. „Îți spun ceea ce cred că este frumos, de aceea, scena cu mine și Rico ne definește pe noi înșine într-un mod artistic, fără să ne bazăm pe ceea ce societatea ne dictează”, a adăugat ea. Costumele pentru videoclip au fost realizate de Formichetti, acesta postând pe blogul său diferitele sale creații prezentate în videoclip. În secvența de deschidere, Gaga poartă un accesoriu de cap realizat de Alexis Bittar, un colier din diamante prelucrat de Erickson Beamon, cercei realizați de Pamela Love și o rochie din sticlă colorată confecționată de Petra Storrs. Inele au fost prelucrate de Erickson Beamon iar hainele din pânză au fost lucrate de Thierry Mugler. Pentru secvențele cu scheleți, atât Gaga cât și Rico au purtat smochinguri prelucrate de Mugler în timp ce mâzga din timpul scenelor de orgie a fost realizată de Bart Hess. Pentru interpretarea Michael Jackson de la sfârșitul videoclipului, Gaga a purtat o cămașă și o pereche de pantaloni confecționați de Haus of Gaga, pantofi prelucrați de Natacha Marro și o curea din piele și mănuși LaCrasia.

### Rezumat
Lansat luni, 28 februarie 2011, videoclipul începe cu o scenă scurtă ce prezintă silueta unui inorog pe o alee, cu aburi în interiorul unui cadru în formă de triunghi roz. Triunghiul se transformă într-un cadru cu Gaga, cu două capete opuse, inspirate de Ianus, zeul roman al tranziției și al începuturilor, așezat într-un tron de sticlă în mijlocul unui spațiu umplut de stele. În timp ce introducerea lui Bernard Herrmann din filmul Vertigo este redată pe fundal, Gaga spune povestea despre crearea unei rase extraterestre în care nu există „prejudiciu, judecată, ci libertate nelimitată”. Explicația este urmată de nașterea răului, artista împărțindu-se în două forțe opuse: bine și rău. Noua ei jumătate dă naștere unei mitraliere și trage cu ea. Prologul se încheie cu întrebarea „Cum aș putea să protejez ceva atât de perfect fără rău?”.
Gaga, cu proeminențele de pe față și umeri (realizate din machiaj, imitând implanturile subdermale), se plimbă printr-un spațiu negru și fără sfârșit, unde oamenii stau în mâini și în genunchi într-un model organizat. Aceasta își ridică mâna și se ghemuiește alături de ceilalți. Când primul vers începe, toată lumea începe să danseze coregrafia. Dansul este intercalat de scene cu solista, cântând pe tronul ei din spațiu. În timpul celui de-al doilea vers, Gaga și Rico poartă smochinguri, fața cântăreței fiind pictată pentru a oglindi chipul fotomodelului. Scenele intercalate o prezintă pe Gaga mângâindu-l și încercând să danseze cu Rico, acesta rămânând nemișcat și inexpresiv în cea mai mare parte. Când refrenul este redat pentru a doua oară, solista cântă într-o cameră cu oglinzi, capul ei fiind prezentat într-o cutie de sticlă, între capetele unor manechine distorsionate. Scenele sunt intercalate de secvențe în care Gaga este prezentată din tronul ei, dând naștere mai multor membrii a noii rase. După coregrafie, toți se adună într-un cerc și se îmbrățișează. 
Spre finalul videoclipului, cântăreața este prezentată mergând pe o alee, într-un omagiu adus pentru videoclipul lui Michael Jackson, „The Way You Make Me Feel” (1982). Fața ei este deformată, cu coarne ascuțite pe față, ochi strălucitori, păr nearanjat și o strungăreață între dinții din față, asemănătoare cu cea a Madonnei. Gaga a comentată că a fost tachinată în trecut, copii numind-o „dinți de iepure”. Cântăreața varsă o lacrimă pe măsură ce rama triunghiului roz apare din nou, înăuntru fiind prezentată Gaga, stând pe un inorog, cu un oraș și un curcubeu în fundal. Solista este afișată în machiajul zombie, mestecând o gumă și făcând un balon pe măsură ce triunghiul roz dispare. 

### Receptare

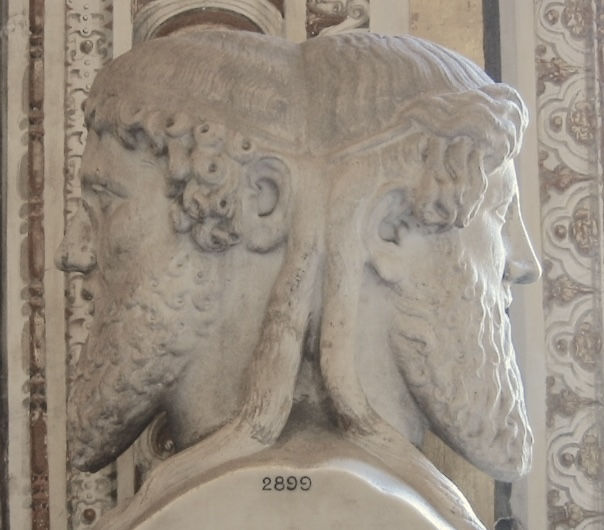
Videoclipul piesei „Born This Way” conține numeroase referințe către mitologia greacă și mitologia romană, notabil Ianus (fotografie) ce a fost prezentat la începutul videoclipului.

Videoclipul cântecului „Born This Way” a obținut, în general, recenzii pozitive din partea criticilor de specialitate. James Montgomery de la MTV a lăudat conceptul de creaționism al videoclipului, adăugând că „poate are sens, poate nu, dar 100% nu contează prea mult”. Myrddin Gwynedd de la The New Zealand Herald a considerat că abilitatea lui Gaga de a realiza o ilustrare excentrică și provocatoare a fost dusă la extrem în videoclip. Raphael Chestang de la Entertainment Tonight a lăudat interpretarea cântăreței și a dansatorilor, complimentând, de asemenea, vestimentațiile. Monica Herrera de la revista Billboard a considerat că videoclipul lui Gaga este asemănător cu „Vogue” și „Borderline” (1984) ale Madonnei, opinând că „pare mai mult un scurt metraj decât un videoclip muzical convențional”.
Oscar Moralde de la Slant Magazine a observat că în videoclip „Gaga își îmbrățișează cea mai monstruoasă parte a ei”. Acesta a explicat mai târziu că, anterior, solista și-a recunoscut rolul de „Mamă Monstru”, însă niciodată nu și l-a exprimat întru totul, în modul în care o face în videoclip. „Lucrurile care sunt monstruoase, lucrurile care sunt diferite—pentru Gaga, acestea sunt lucrurile frumoase” a concluzionat el. Gina Serpe de la E! Online a criticat videoclipul, numindu-l o „jecmăneală la adresa Madonnei” în timp ce Matthew Perpetua de la Rolling Stone a remarcat asemănări între lucrările Madonnei și filmul expresionist german Metropolis (1927). Megan Powers de la revista Time a criticat videoclipul pentru utilizarea imaginilor șocante, considerându-le „ciudate”. Videoclipul s-a remarcat și prin referințele sale culturale și artistice, nu doar cele către Jackson și Madonna, ci și pentru cele către mitologia greacă și romană, suprarealism, operele pictorului elvețian H. R. Giger și lucrările designerului de modă Alexander McQueen.

## Interpretări live

### Ediția din 2011 a premiilor Grammy

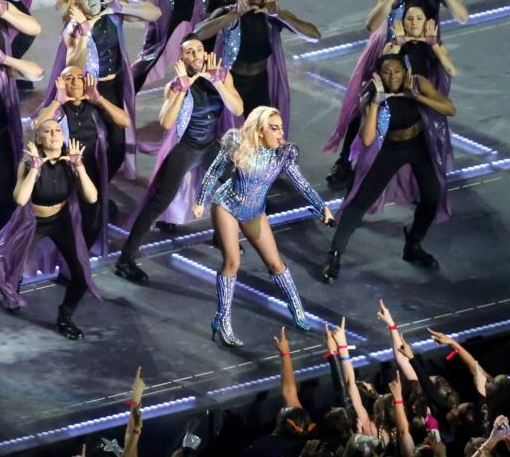
Gaga cântând „Born This Way” în timpul spectacolului pauză din cadrul meciului de fotbal Super Bowl LI

Pe 9 februarie 2011, într-un episod al emisiunii The Ellen DeGeneres Show, cântăreții Justin Bieber și James Blunt au interpretat propria lor versiune a piesei împreună cu DeGeneres, improvizând muzica și cântând refrenul. În timpul emisiunii, Gaga a confirmat printr-un apel telefonic că va cânta „Born This Way” pe 13 februarie 2011 la cea de-a 53-a ediție a premiilor Grammy. Solista a sosit la ceremonie într-un vas de incubație uriaș, purtat pe covorul roșu de numeroase fotomodele. Mai târziu, aceasta a ieșit din alt ou gigantic pe scenă, cu părul prins în coadă și purtând un sutien auriu, o fustă lungă, un machiaj de culoare neagră și aurie și, de asemenea, proeminențele ce ies din față și umeri. Interpretarea piesei „Born This Way” a fost introdusă de Ricky Martin. În primele secunde după rostirea introducerii cântecului, Gaga a ieșit din ou, iar după primul refren, aceasta și-a fâlfâit părul într-o manieră similară cu cea a cântăreței Willow Smith. Înainte de versul intermediar, o orgă a ieșit din podea. Solista a cântat la orgă, înconjurată de capete de manechin scufundate în gel. Înainte ca Gaga să cânte restul versului intermediar, dansatorii au înconjurat-o. Înainte de a părăsi scena, cântăreața și-a pus pardesiul și pălăria pe măsură ce piesa dispărea, spectacolul încheindu-se cu Gaga și dansatorii ei, ridicându-și mâinile în aer în formă de labă.
Potrivit solistei, interpretarea de la premiile Grammy a fost inspirată de numeroase lucruri, inclusiv muzica gregoriană, mișcările de dans ale lui Alvin Ailey și energia Marthei Graham. În timpul emisiunii The Tonight Show with Jay Leno, Gaga a explicat că Smith a inspirat-o să își fâlfâie părul „înainte și înapoi pe scenă”, referindu-se la cântecul solistei. Artista a continuat să spună că vasul de incubare a fost menit să semnifice o declarație artistică despre nașterea unei noi rase fără prejudecăți. Ideea i-a venit în drumul spre un concert din Amsterdab, gândindu-se la naștere și la embrioni. „Doamne, ceea ce urăsc cel mai mult în a face spectacole la gale de premii este că atenția poate să fie distrasă... vreau să fiu doar pentru fanii mei și pentru scenă. Nu vreau doar să exist în această mașină sau circ, acestea fiind industria. Mi-aș fi dorit să fiu încapsulată pentru trei zile și să mă gândesc doar la interpretarea mea, doar la album și doar la viitorul fanilor mei. Iar asta e ceea am făcut eu”, a explicat cântăreața. Jocelyn Vena de la MTV a considerat că spectacolul a fost „surprinzător” de rar în comparație cu eforturile „exagerate” din trecut. Soraya Roberts de la New York Daily News a fost dezamăgită de interpretarea „foarte așteptată”, considerând că Gaga a copiat-o pe Madonna și coregrafia din turneul Blond Ambition World Tour. Jason Lipscultz de la revista Billboard a descris spectacolul ca fiind „spiritual”, opinând că apariția solistei în interiorul unui ou a fost unul dintre momentele memorabile ale premiilor Grammy. Jennifer Armstrong de la Entertainment Weekly a lăudat interpretarea spunând că, deși au existat influențe clare ale Madonnei, spectacolul a fost unul dintre cele mai importante momente ale ceremoniei. Matthew Perpetua de la Rolling Stone a concluzionat prin a spune că „Nu ar trebui să fie o surpriză că interpretarea celui mai nou single Lady Gaga, «Born This Way», a fost cel mai vizual, uimitor și bizar moment al serii”.

### Alte interpretări

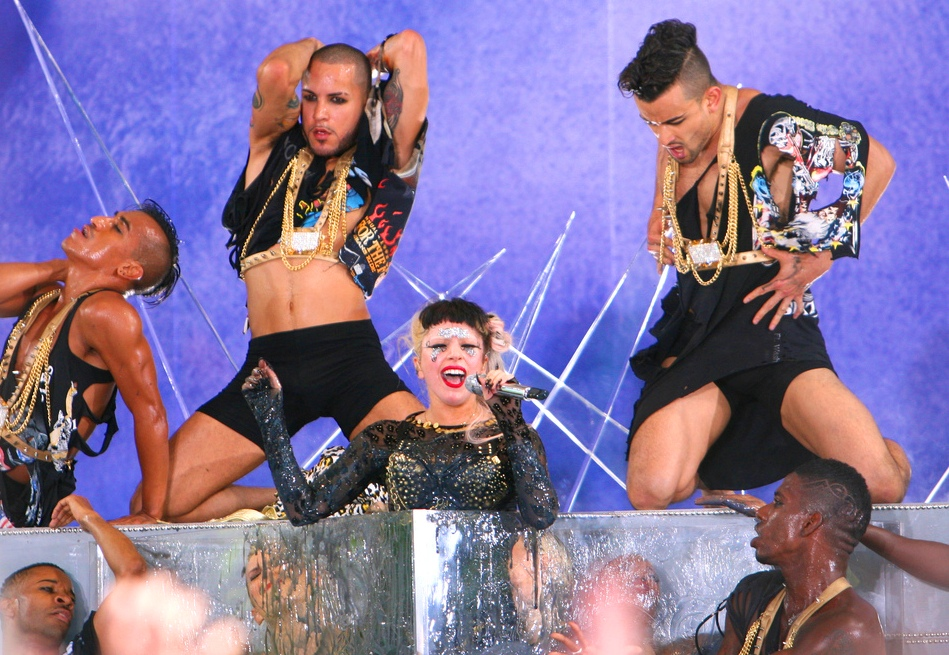
Gaga cântând „Born This Way” și alăturându-se dansatorilor ei în rezervorul umplut cu gel, în seria de concerte a emisiunii Good Morning America, „Summer Concert Series”.

Pe 19 februarie 2011, Gaga a interpretat „Born This Way” în timpul turneului The Monster Ball Tour ca cel de-al doilea bis, folosind aceeași îmbrăcăminte și coregrafie de la spectacolul Grammy, însă vasul de incubație nu a fost prezent iar costumele dansatorilor au avut parte de mici modificări. Cântecul a fost ulterior adăugat în lista pieselor pentru turneu. Tris McCall de la The Star-Ledger a fost impresionat de interpretare, numind-o unul dintre punctele culminante ale concertului. Acesta a adăugat că „reinterpretarea single-ului a adus cu siguranță mai mult a Laura Nyro decât a Madonna, a fost o îmbunătățire față de versiunea originală, mecanizată și înfricoșătoare. Mi-e greu să nu-mi doresc să se întoarcă în studio și să realizeze o nouă versiune înainte ca albumul să apară”. Solista a interpretat o versiune acustică a cântecului „Born This Way” precum și a unei altei piese de pe album, „You and I”, la emisiunea The Oprah Winfrey Show, în mai 2011. Stând pe vârful unui scaun înalt, Gaga—purtând un sacou din piele de culoare roșie, o mască asemănătoare cu o pălărie și un costum mulat transparent—a cântat la pianul făcut dintr-o structură din sârme.
La The Graham Norton Show în mai 2011, Gaga a cântat „Born This Way” ca piesă de închidere a spectacolului în timp ce pentru festivalul Radio 1's Big Weekend în Carlisle, Cumbria, melodia a fost piesa de deschidere. O altă interpretare a avut loc la emisiunea Saturday Night Live, solista purtând o rochie metalică și o coadă prinsă într-o parte. La jumătatea spectacolului, Gaga și-a afișat burta gravidă. Câteva zile mai târziu, cântăreața a interpretat „Born This Way” la Good Morning America ca parte a „Summer Concert Series”. Aici, Gaga a purtat o pereche de coarne de aur și o jachetă de aur iar la finalul spectacolului, aceasta s-a alăturat dansatorilor din rezervorul umplut cu 820 de kilograme de gel. În timpul unei vizite promoționale în Europa în iunie 2011, versiuni cântate la pian au fost interpretate la finala celui de-al șaselea sezon al emisiunii Germany's Next Topmodel și la EuroPride 2011, în Roma.
Un amestec între „Judas” și „Born This Way” a fost spectacolul de încheiere a emisiunii Paul O'Grady Live în Londra. Gaga a încheiat, de asemenea, ediția din 2011 a MuchMusic Video Awards, cântând piesa din interiorul unui cocon agățat. În timpul concertelor din Japonia, „Born This Way” a fost interpretat împreună cu „The Edge of Glory” la ediția din 2011 a MTV Video Music Aid Japan. După încheierea lui „The Edge of Glory”, cântăreața s-a strecurat în jurul scenei și a urcat pe niște scări pentru a ajunge la pianul ei—care a fost ornat pentru a semăna cu păianjen gigantic—înainte de a începe o versiune acustică a piesei „Born This Way”. Cântecul a fost inclus în lista pieselor pentru turneul din 2012, Born This Way Ball. Interpretarea a constat în solistă, ieșind dintr-un uter gigantic și fiind îmbrăcată în costume inspirate de perioada medievală, asemănătoare cu cele de la premiile Grammy. Gaga a cântat o versiune acustică a piesei „Born This Way” în timpul spectacolului rezidențial din martie 2014 și în turneul ArtRave: The Artpop Ball Tour. În iulie 2016, Gaga a vizitat un orfelinat în Cabo San Lucas, Mexic, cântând aici o versiune acustică a piesei. Intepretarea a fost descrisă de Megan McCluskey de la revista Time ca fiind „emoționantă”. Pe 5 februarie 2017, Gaga a cântat în pauza din cadrul meciului de fotbal Super Bowl LI iar „Born This Way” a fost inclus în lista pieselor.

## Alte versiuni

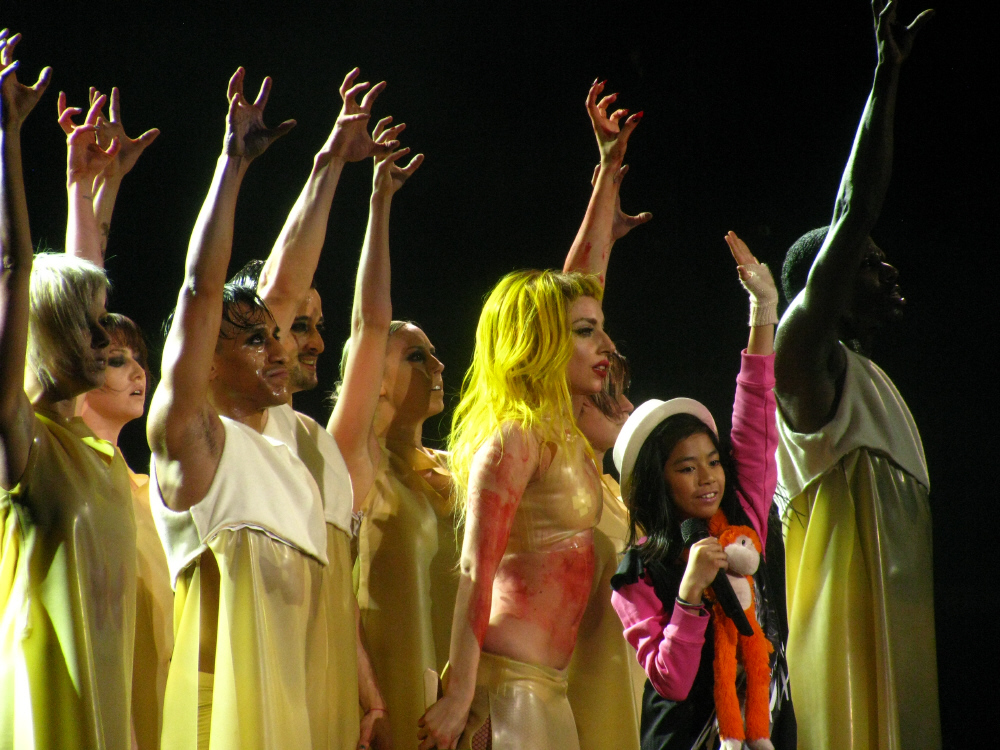
Gaga și Maria Aragon pe scenă în Toronto, la 3 martie 2011.

Pe 3 martie 2011, în timpul concertului din Toronto (Canada), Gaga a interpretat o versiune acustică a piesei împreună cu Maria Aragon, în vârstă de 10 ani. Solista a fost impresionată de abilitățile lui Aragon atunci când aceasta a încărcat pe YouTube propria versiune a single-ului „Born This Way”. Aragon a fost, ulterior, invitată pe scenă pentru a cânta împreună cu Gaga. Aceasta a apărut purtând o pălărie și ținând în mână o maimuță de pluș, în timp ce artista a stat la pian, așezând-o pe Aragon în poala ei, înainte de a cânta o versiune inspirată de muzica soul a piesei „Born This Way” și schimbând versuri. „Maria reprezintă despre ce e vorba în această melodie”, a declarat Gaga mulțimii canadiene după interpretare. „Este despre următoarea generație, este despre viitor”. Mai târziu, Aragon a fost invitată la Radio Hot 103, acolo unde a cântat refrenul single-ului prin telefon. De asemenea, aceasta a cântat „Born This Way” și la emisiunea The Ellen DeGeneres Show, pe 23 februarie 2011. Cântăreața americană Katy Perry a interpretat o versiune lentă a cântecului pe 7 martie 2011, în Paris, în timpul turneului California Dreams Tour. Interpretarea a fost acompaniată de două chitare acustice.
Actorii din emisiunea Glee au realizat o versiune cover în timpul unui episod tematic în cel de-al treilea sezon. Episodul, intitulat „Born This Way”, a fost difuzat în Statele Unite în aprilie 2011, pe canalul Fox. Versiunea lor a fost lansată spre descărcare digitală. Datorită celor 73,000 de exemplare vândute, cântecul s-a clasat pe locul 44 în Billboard Hot 100, și pe locul 31 în Canadian Hot 100. Mai târziu, versiunea cover a fost interpretată în timpul turneului de concerte Glee Live! In Concert!. Cântecul a fost inclus, de asemenea, în filmul Glee: The 3D Concert Movie și în coloana sonoră a acestuia. 

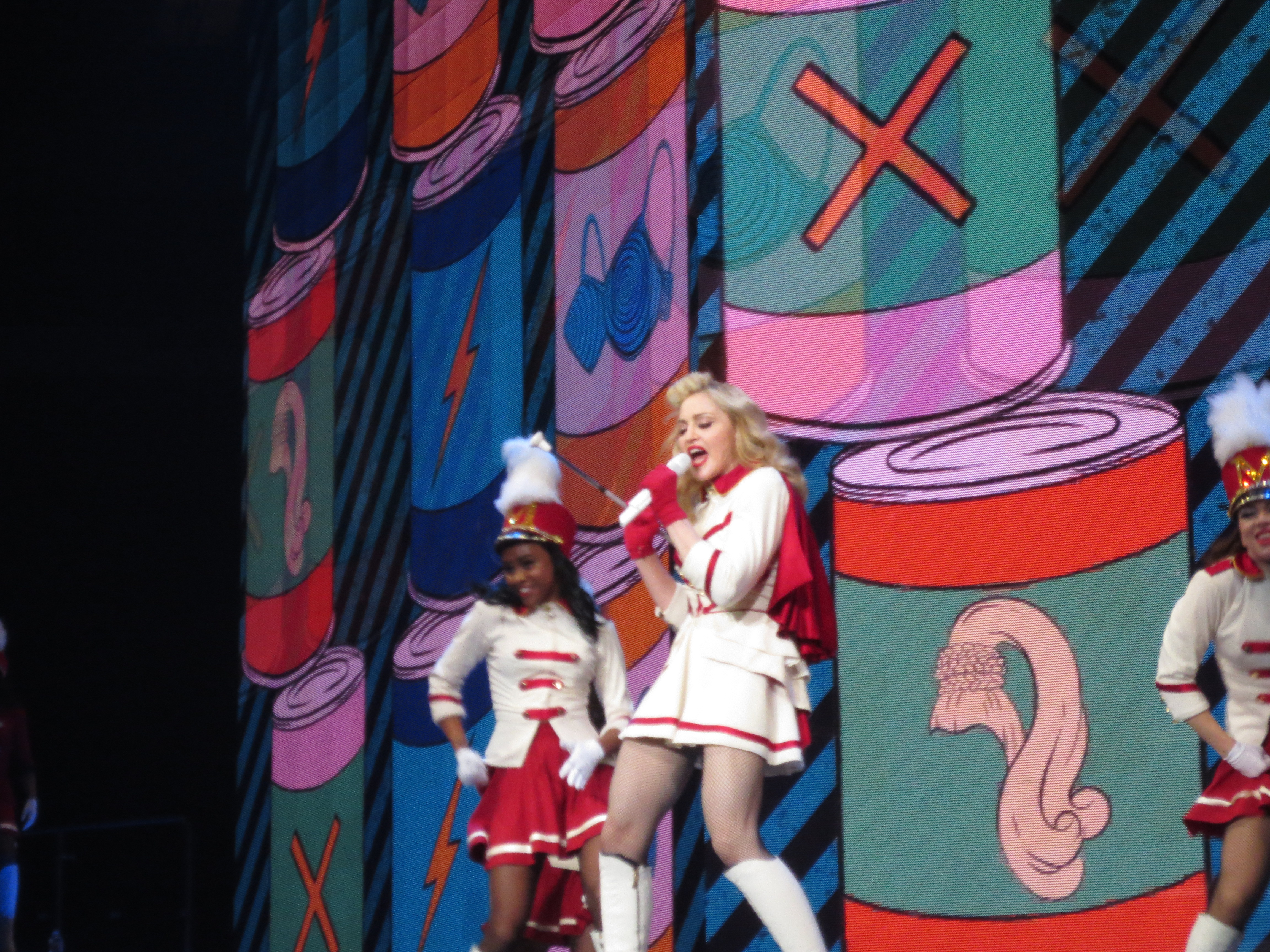
Piesa a fost interpretată în versiuni cover de numeroși artiști, inclusiv Madonna, care a încorporat versurile din „Born This Way” în propriul ei cântec, „Express Yourself”, în timpul turneului MDNA Tour, 2012 (fotografie).

Cântărețul, textierul și autorul de parodii american „Weird Al” Yankovic a cerut permisiunea lui Gaga pentru parodia piesei „Born This Way”, oferind o scurtă descriere a conceptului pentru melodia lui. Conducerea solistei a răspuns că trebuie să asculte mai întâi cântecul înainte de a da acordul. Yankovic a oferit versurile cântecului „Perform This Way”, care a fost lansat pe 25 aprilie 2011 pe iTunes Store ca primul disc single extras de pe cel de-al treisprezecelea lui album de studio, Alpocalypse. După ce Yankovic a realizat „costurile semnificative” pentru compunere, înregistrare și masterizare a piesei în studio, acesta a contactat  din nou echipa lui Gaga, oferindu-le o versiune completă a cântecului. Ulterior, aceștia au refuzat permisiunea, fără ca solista să asculte piesa. Cu toate acestea, Yankovic a avut impresia că refuzul a venit din partea cântăreței. Rămas cu o melodie completă și planuri abandonate pentru un videoclip muzical ciudat pentru a promova single-ul și albumul, Yankovic a lansat „Perform This Way” prin intermediul YouTube-ului. Atunci când Gaga a ascultat cântecul, aceasta l-a contactat personal pe Yankovic, oferindu-i autorizația de a include piesa pe Alpocalyspe și spunându-i că managerul ei a fost cel care a refuzat permisiunea, gest făcut fără cunoștința sau contribuția solistei.
Alex Full (cunoscut și sub numele de Cornish Fairy) de la BBC Radio 1 a înregistrat o versiune cover intitulată „Cornish This Way” în august 2011, drept un imn Cornish modern. Cântecul a fost înregistrat la Studiourile Maida Vale din Londra, iar videoclipul a fost filmat în Newquay, Cornwall, la festivalul Boardmasters. În 2011, Alvin și veverițele împreună cu The Chipettes au realizat, de asemenea, o versiune cover a piesei, împreună cu „Ain't No Stoppin' Us Now” și „Firework” pentru filmul lor, Alvin și veverițele: Naufragiați. Cover-ul a apărut, de asemenea, pe coloana sonoră a filmului. Pe 20 mai 2012, videoclipuri de la repetițiile Madonnei pentru turneul MDNA Tour (2012) au apărut în mod ilegal pe internet. Acestea o prezentau pe artistă încorporând „Born This Way” în piesa „Express Yourself”, urmată de „She's Not Me” de pe albumul din 2008, Hard Candy. Evenimentul a creat înverșunare în mass-media, numeroase publicații considerând că Madonna o sfidează pe Gaga. Cântăreața a inclus interpretarea în turneul ei, în timpul celui de-al doilea segment. Alice Cooper a adăugat o versiune cover a piesei pentru spectacolele din 2012 din cadrul turneului No More Mr. Nice Guy. Versiunea conține versuri modificate, însă acestea mențin refrenul și melodia versiunii originale. Mai târziu, Gaga și-a arătat aprecierea prin intermediul unei postări pe Twitter.

## Ordinea pieselor pe disc și formate
| - Descărcare digitală 1. „Born This Way” – 4:20 - Born This Way – The Remixes Part 1 1. „Born This Way” (LA Riots Remix) – 6:32 2. „Born This Way” (Chew Fu Born to Fix Remix) – 5:52 3. „Born This Way” (DJ White Shadow Remix) – 4:24 - Born This Way – The Remixes Part 2 1. „Born This Way” (Michael Woods Remix) – 6:24 2. „Born This Way” (Dada Life Remix) – 5:16 3. „Born This Way” (Zedd Remix) – 6:30 4. „Born This Way” (Grum Remix) – 5:48 5. „Born This Way” (Bimbo Jones Club Mix) – 6:46 6. „Born This Way” (Twin Shadow Remix) – 4:06 | - CD single ediție limitată/Disc de gramofon 12" ediție limitată 1. „Born This Way” – 4:21 2. „Born This Way” (LA Riots Remix) – 6:33 3. „Born This Way” (Chew Fu Born to Fix Remix) – 5:53 4. „Born This Way” (DJ White Shadow Remix) – 4:24 - Born This Way (The Country Road Version) – Single 1. „Born This Way (The Country Road Version)” – 4:21 |

## Acreditări și personal
Înregistrare și management
- Înregistrat la Abbey Road Studios (Londra, Anglia) și Germano Studios (New York City, New York)
- Mixat la Germano Studios (New York City, New York)
- Masterizat la Oasis Mastering (Burbank, California)
- Publicat de Stefani Germanotta P/K/A Lady Gaga (BMI), Sony/ATV Songs LLC, House Of Gaga Publishing Inc., GloJoe Music Inc. (BMI), Sony/ATV Music Publishing, Warner-Tamerlane Publishing Corp. (BMI) și Garibay Music Publishing

Personal
| - Lady Gaga – voce principală, acompaniament vocal, textier, producător, claviatură, instrumentație, aranjament muzical - Jeppe Laursen – textier și producător - Fernando Garibay – producător, programare, claviatură, instrumentație, aranjament - DJ White Shadow – producător, programare - David Russell – înregistrare și mixare audio | - Gene Grimaldi – masterizare audio - Tamar Braxton – acompaniament vocal - Pete Hutchings – asistent - Kenta Yonesaka – asistent - Kevin Porter – asistent - Al Carlson – asistent |

Acreditări adaptate de pe broșura albumului Born This Way.

## Prezența în clasamente
| Țară (clasament 2011)                               | Poziția maximă | Referință |
| --------------------------------------------------- | -------------- | --------- |
| Australia (ARIA)                                    | 1              | [ 172 ]   |
| Austria (Ö3 Austria Top 40)                         | 1              | [ 173 ]   |
| Belgia (Ultratop 50 Flandra)                        | 1              | [ 174 ]   |
| Belgia (Ultratop 50 Valonia)                        | 3              | [ 175 ]   |
| Brazilia (Brasil Hot 100 Airplay)                   | 4              | [ 176 ]   |
| Brazilia (Brasil Hot Pop Songs)                     | 1              | [ 176 ]   |
| Canada (Canadian Hot 100)                           | 1              | [ 177 ]   |
| Cehia (Rádio Top 100)                               | 8              | [ 178 ]   |
| Coreea de Sud (Gaon)                                | 1              | [ 179 ]   |
| Danemarca (Tracklist)                               | 2              | [ 83 ]    |
| Elveția (Swiss Hitparade)                           | 1              | [ 180 ]   |
| Finlanda (Suomen virallinen lista)                  | 1              | [ 181 ]   |
| Franța (SNEP)                                       | 2              | [ 182 ]   |
| Germania (Official German Charts)                   | 1              | [ 183 ]   |
| Grecia (IFPI Grecia)                                | 4              | [ 184 ]   |
| Irlanda (IRMA)                                      | 1              | [ 185 ]   |
| Islanda (RÚV)                                       | 10             | [ 186 ]   |
| Israel (Media Forest)                               | 1              | [ 187 ]   |
| Italia (FIMI)                                       | 2              | [ 188 ]   |
| Japonia (Japan Hot 100)                             | 1              | [ 75 ]    |
| Luxemburg (Luxembourg Digital Songs)                | 1              | [ 189 ]   |
| Mexic (Monitor Latino)                              | 1              | [ 190 ]   |
| Norvegia (VG-lista)                                 | 2              | [ 191 ]   |
| Olanda (Dutch Top 40)                               | 1              | [ 192 ]   |
| Olanda (Single Top 100)                             | 1              | [ 193 ]   |
| Noua Zeelandă (RMNZ)                                | 1              | [ 194 ]   |
| Regatul Unit (OCC)                                  | 3              | [ 195 ]   |
| România (Romanian Top 100)                          | 17             | [ 196 ]   |
| Rusia (Tophit)                                      | 24             | [ 197 ]   |
| Scoția (OCC)                                        | 1              | [ 198 ]   |
| Slovacia (Rádio Top 100)                            | 1              | [ 199 ]   |
| Spania (PROMUSICAE)                                 | 1              | [ 200 ]   |
| Suedia (Sverigetopplistan)                          | 1              | [ 201 ]   |
| Statele Unite ale Americii (Billboard Hot 100)      | 1              | [ 202 ]   |
| Statele Unite ale Americii (Adult Contemporary)     | 22             | [ 203 ]   |
| Statele Unite ale Americii (Adult Top 40)           | 7              | [ 204 ]   |
| Statele Unite ale Americii (Dance Club Songs)       | 1              | [ 205 ]   |
| Statele Unite ale Americii (Dance/Mix Show Airplay) | 1              | [ 206 ]   |
| Statele Unite ale Americii (Latin Pop Songs)        | 10             | [ 207 ]   |
| Statele Unite ale Americii (Mainstream Top 40)      | 1              | [ 208 ]   |
| Statele Unite ale Americii (Rythmic airplay)        | 12             | [ 209 ]   |
| Ungaria (Single Top 40)                             | 2              | [ 210 ]   |

| Țară (clasament 2011)                             | Poziția maximă | Referință |
| ------------------------------------------------- | -------------- | --------- |
| Australia (ARIA)                                  | 8              | [ 211 ]   |
| Australia (ARIA Dance)                            | 2              | [ 212 ]   |
| Austria (Ö3 Austria Top 40)                       | 13             | [ 213 ]   |
| Belgia (Ultratop 50 Flandra)                      | 31             | [ 214 ]   |
| Belgia (Ultratop 50 Dance Flandra)                | 29             | [ 215 ]   |
| Belgia (Ultratop 50 Valonia)                      | 23             | [ 216 ]   |
| Belgia (Ultratop 50 Dance Valonia)                | 19             | [ 217 ]   |
| Canada (Canadian Hot 100)                         | 6              | [ 218 ]   |
| Danemarca (Tracklisten)                           | 30             | [ 219 ]   |
| Elveția (Schweizer Hitparade)                     | 12             | [ 220 ]   |
| Franța (SNEP)                                     | 22             | [ 221 ]   |
| Germania (Media Control Charts)                   | 17             | [ 222 ]   |
| Irlanda (IRMA)                                    | 17             | [ 223 ]   |
| Israel (Media Forest)                             | 40             | [ 224 ]   |
| Italia (FIMI)                                     | 31             | [ 225 ]   |
| Japonia (Japan Hot 100)                           | 3              | [ 226 ]   |
| Noua Zeelandă (Recording Music NZ)                | 14             | [ 227 ]   |
| Olanda (Single Top 100)                           | 28             | [ 228 ]   |
| Regatul Unit (Official Charts Company)            | 14             | [ 81 ]    |
| România (Romanian Top 100)                        | 91             | [ 229 ]   |
| Spania (PROMUSICAE)                               | 16             | [ 230 ]   |
| Suedia (Sverigetopplistan)                        | 18             | [ 231 ]   |
| Statele Unite ale Americii (Billboard Hot 100)    | 18             | [ 232 ]   |
| Statele Unite ale Americii (Adult Top 40)         | 29             | [ 233 ]   |
| Statele Unite ale Americii (Hot Dance Club Songs) | 23             | [ 234 ]   |
| Statele Unite ale Americii (Mainstream Top 40)    | 28             | [ 235 ]   |
| Ungaria (Single Top 20)                           | 8              | [ 236 ]   |

## Certificări
| \| Țara \| Vânzări/ puncte \| Certificare \| Referințe \| \| --------------------------------- \| --------------- \| ----------- \| --------- \| \| Australia (ARIA) \| +280.000 \| \| [78] \| \| Belgia (BEA) \| +15.000 \| \| [237] \| \| Coreea de Sud (Gaon Chart) \| +763.200 \| \| [238] \| \| Danemarca (IFPI Danemarca) \| +30.000 \| \| [239] \| \| Elveția (IFPI Elveția) \| +30.000 \| \| [240] \| \| Franța (SNEP) \| +107.500 \| \| [241] \| \| Germania (BVMI) \| +150.000 \| \| [242] \| \| Italia (FIMI) \| +60.000 \| \| [243] \| \| Japonia (RIAJ) (Format mobil) \| +250.000 \| \| [244] \| \| Japonia (RIAJ) (Format PC) \| +1.000.000 \| Milion \| [245] \| \| Noua Zeelandă (RIANZ) \| +15.000 \| \| [79] \| \| Norvegia (IFPI Norvegia) \| +60.000 \| \| [246] \| \| Spania (PROMUSICAE) \| +40.000 \| \| [247] \| \| Suedia (GLF) \| +200.000 \| \| [248] \| \| Regatul Unit (BPI) \| +712.600 \| \| [249][82] \| \| Statele Unite ale Americii (RIAA) \| +4.200.000 \| \| [250][70] \| \| Sumar \| \| \| \| \| În întreaga lume \| +8.200.000 \| \| [84] \| | Note - reprezintă „cvadruplu disc de platină”; - reprezintă „disc de aur”; - reprezintă „disc de platină”; - reprezintă „dublu disc de platină”; - reprezintă „sextuplu disc de platină”; - reprezintă „cvintuplu disc de platină”. |             |                |
| Țara | Vânzări/ puncte | Certificare | Referințe      |
| Australia (ARIA) | +280.000 |             | [ 78 ]         |
| Belgia (BEA) | +15.000 |             | [ 237 ]        |
| Coreea de Sud (Gaon Chart) | +763.200 |             | [ 238 ]        |
| Danemarca (IFPI Danemarca) | +30.000 |             | [ 239 ]        |
| Elveția (IFPI Elveția) | +30.000 |             | [ 240 ]        |
| Franța (SNEP) | +107.500 |             | [ 241 ]        |
| Germania (BVMI) | +150.000 |             | [ 242 ]        |
| Italia (FIMI) | +60.000 |             | [ 243 ]        |
| Japonia (RIAJ) (Format mobil) | +250.000 |             | [ 244 ]        |
| Japonia (RIAJ) (Format PC) | +1.000.000 | Milion      | [ 245 ]        |
| Noua Zeelandă (RIANZ) | +15.000 |             | [ 79 ]         |
| Norvegia (IFPI Norvegia) | +60.000 |             | [ 246 ]        |
| Spania (PROMUSICAE) | +40.000 |             | [ 247 ]        |
| Suedia (GLF) | +200.000 |             | [ 248 ]        |
| Regatul Unit (BPI) | +712.600 |             | [ 249 ] [ 82 ] |
| Statele Unite ale Americii (RIAA) | +4.200.000 |             | [ 250 ] [ 70 ] |
| Sumar | |             |                |
| În întreaga lume | +8.200.000 |             | [ 84 ]         |

## Datele lansărilor
| Țară                       | Dată              | Format                            |
| -------------------------- | ----------------- | --------------------------------- |
| În întreaga lume           | 11 februarie 2011 | Descărcare digitală               |
| Australia                  | 11 februarie 2011 | Difuzare radio                    |
| Statele Unite ale Americii | 15 februarie 2011 | Difuzare radio                    |
| Japonia                    | 4 martie 2011     | Descărcare digitală pe telefon    |
| Australia                  | 4 martie 2011     | CD single                         |
| Germania                   | 11 martie 2011    | CD single                         |
| Regatul Unit               | 14 martie 2011    | CD single                         |
| Grecia                     | 14 martie 2011    | CD single                         |
| Statele Unite ale Americii | 15 martie 2011    | CD single                         |
| Noua Zeelandă              | 15 martie 2011    | CD single                         |
| Japonia                    | 16 marie 2011     | CD single, descărcare digitală PC |
| Polonia                    | 18 martie 2011    | CD single                         |
| Taiwan                     | 29 aprilie 2011   | 12"                               |